# Ermite vert
Phaethornis guy
Espèce
Répartition géographique
Statut de conservation UICN

 LC  : Préoccupation mineure
Statut CITES
L'Ermite vert (Phaethornis guy) est une espèce d'oiseaux de la famille des Trochilidae.

## Habitat
L'espèce habite les forêts tropicales et subtropicales humides de montagne.

## Description
L'Ermite vert mesure 13 à 15 cm de longueur et a un bec très incurvé de plus de 4 cm. La partie inférieure du bec est pratiquement rouge. Le mâle est principalement vert foncé et a le croupion vert bleuté. Son ventre et son poitrail sont gris foncé (ou vert foncé dans la sous-espèce (Phaethornis guy coruscus). Les plumes de sa queue sont noires et les plumes centrales peuvent être assez longues. La femelle a le poitrail et le ventre plus clair (grisâtre), et les plumes centrales de sa queue sont parfois plus longues que celles du mâle. Les deux sexes ont le masque caractéristique des espèces du genre Phaethornis (les deux lignes claires soulignant chaque œil sont très pâles chez le mâle et peuvent même être absentes).

## Comportement
Cet oiseau est plutôt solitaire.

## Nidification
Les mâles forment des leks lâches lors des parades nuptiales.

## Répartition et sous-espèces
Selon la classification de référence du Congrès ornithologique international (15.1, 2025) il se répartit en quatre sous-espèces :
- Phaethornis guy apicalis (Tschudi, 1844) — serranía del Perijá et façade est des Ande boréales ;
- Phaethornis guy coruscus Bangs, 1902 — Costa Rica, Panama et région du Darién ;
- Phaethornis guy emiliae (Bourcier & Mulsant, 1846) — vallées andines colombiennes ;
- Phaethornis guy guy (Lesson, 1833) — péninsule de Paria et Trinité.

### Sources
- Steven L. Hilty, Bill Brown, A guide to the birds of Colombia, Princeton University Press, 1986, p. 252  (ISBN 069108372X)